# Punkalaidun
Punkalaidun (Zweeds: Pungalaitio) is een gemeente in de Finse provincie West-Finland en in de Finse regio Satakunta. De gemeente heeft een landoppervlakte van 361,1 km² en telt 2.675 inwoners (2022).